# Issun Boshi

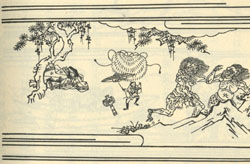
Illustratie door Shibukawa Kiyoemonuit, 1725

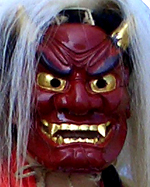
Een masker van een Oni uit Japan

Issun Boshi (Japans: 一寸法師, Issun-bōshi) is een sprookjesfiguur uit de Japanse mythologie.

## Verhaal
Boshi is een dwerg van zo'n 3 centimeter groot. Wat zijn ouders ook proberen, hij groeit geen millimeter. Hij vertrekt op zijn vijftiende bij zijn ouders met alleen een rijstkom, eetstokjes en een naald en gaat in een bamboe schede naar Kioto. 
Hij komt in dienst van een adellijke familie en op een dag gaat hij met de dochter naar de tempel. Als ze worden aangevallen door twee Oni, kan het meisje nog net ontsnappen. Issun Boshi wordt opgeslokt, maar prikt de Oni met de naald en wordt uitgespuwd. De andere duivel wordt in de ogen geprikt en ze slaan op de vlucht, waarbij ze de hamer (打ち出の小槌 - een gelukssymbool) achterlaten. Issun Boshi en het meisje slaan met deze hamer op de grond en doen een wens, waarna Issun Boshi in een grote samoerai verandert en met het meisje trouwt. Met de magische hamer hebben ze nooit een tekort aan iets.
Het originele verhaal gaat iets anders; de kleine Issun Boshi gaat hierin weg van zijn ouders en wordt verliefd op de dochter van een kanselier. Ze wil hem niet, omdat hij zo klein is. Dan neemt hij rijst weg van de tempel en smeert wat om de mond van de dochter, waarna haar vader haar doden wil. Issun Boshi stelt voor haar ver van huis te sturen en samen komen ze op een eiland bij de Oni, waar Issun Boshi wordt ingeslikt. Hij kan ontsnappen omdat hij zo klein is en de Oni vlucht weg. Het nieuws wordt snel verspreid en de keizer benoemt hem tot hoge ambtenaar.
De ouderdom van het sprookje wordt geschat op de tweede helft van Muromachi periode (ca. 1336 tot 1573).

## Trivia
- Het prikken met een naald komt in veel sprookjes voor, zie bijvoorbeeld Het gespuis en Meneer Korbes.
- Minuscule mensjes zijn een geliefd onderwerp in veel culturen en komen al voor bij de Griekse en Romeinse schrijvers. Ze moeten niet verward worden met kabouters of dwergen. Zie ook Onderdeurtje, Kikkererwtje, Duimpje de wereld in, De jonge reus, Duimelijntje, Duimendik en Kleinduimpje. Denk ook aan Pinkeltje.
- Ook in bijvoorbeeld Alice's Adventures in Wonderland wordt een lichaam groter (of kleiner).
- De Oni wordt wel vertaald met Oger, ook in Kleinduimpje van Perrault komt een Oger (een reusachtige menseneter) voor.